# 印度安乐死
印度是少数可在特定条件下合法实施安乐死的国家之一。其他国家包括比利时、卢森堡、荷兰、瑞士和美国俄勒冈州、华盛顿州。2011年3月7日，印度最高法院通过停止对永久性植物人生命供给的判决，而将被动安乐死合法化。该裁定是Aruna Shanbaug案子的一部分。Aruna Shanbaug于37年前成为植物人，并一直在爱德华国王纪念医院接受治疗。印度最高法院曾驳回通过注射主动安乐死的上诉。在印度国会制定合适的安乐死法律之前，最高法院的该项裁定享有法律效力。

## Aruna Shanbaug案件回放
Aruna Shanbaug是一位在孟买爱德华国王纪念医院工作的护士。1973年11月27日，一名清洁工对其进行性侵犯，并企图用铁链勒死她。这致使Aruna Shanbaug脑部缺氧，成为了永久性植物人。之后她一直在爱德华国王纪念医院接受治疗，通过插管维持生命。Aruna Shanbaug的朋友Pinki Virani，一位激进主义者，曾代表Aruna Shanbaug向印度最高法院提起上诉，称“继续维持Aruna Shanbaug的生命，是对其有尊严地生活之权利的侵犯。”印度高院于2011年3月7日做出判决，驳回停止Aruna Shanbaug生命供给的请求，但是颁布了一系列将被动安乐死合法化的广义指导性方针。高院驳回该请求的依据在于，Aruna Shanbaug在爱德华国王纪念医院受到精心治疗及看护，其尊严并未受到侵犯，所以没有实施安乐死的必要。

## 最高法院的指导方针
在驳回Pinki Virani的请求的同时，印度最高法院颁布了一系列被动安乐死的指导性方针。 根据这些指导性方针，被动安乐死包括停止患者的治疗或食物供给。因此，印度成为世界上少数将安乐死合法化的国家之一。而在大多数国家，安乐死是非法的。印度司法部长Veerappa Moily呼吁就此需要展开严肃的政治辩论。

在高院将安乐死合法化之后，加尔各答电讯报采访了穆斯林、印度教、耆那教和天主教的宗教领袖。尽管大体上都反对安乐死合法化，但天主教和耆那教认为特定条件下的被动安乐死是可以接受的。耆那教和印度教信奉，如果一个人认为他的生命之旅已完成，那么就可以结束自己的生命。一些印度医学机构的成员对安乐死持怀疑态度。他们认为，印度的法律法规并不完善，贫富之间有着巨大差异，一些家庭可能会滥用安乐死结束其无力赡养的老人的生命。